# 1992년 압하지야 전쟁
1992년 압하지야 독립 전쟁은 1992년에서 1993년까지 일어났던 조지아와 러시아 간의 전쟁이다. 압하지야는 조지아로부터의 독립을 원했으며 러시아가 압하지야군을 지원하여 조지아군과 전쟁을 치렀다. 결국 압하지야는 사실상의 독립 국가가 되었다.
압하지야는 법률상으로는 조지아의 일부로 다뤄지고 있다. 국제 연합 또한 압하지야를 여전히 조지아 영토의 일부로 보며 평화적인 방법으로 자치에 대한 분쟁이 종결되기를 촉구하고 있다. 압하지야는 사실상 미승인 국가 상태의 독립국으로, 분리주의 정부는 러시아로부터 많은 지원을 받아왔다. 수도는 수후미(Sukhumi)이다.

## 같이 보기
- 1998년 압하지야 전쟁 - 6일 전쟁
- 2008년 남오세티야 전쟁 - 전쟁 결과, 조지아가 독립 국가 연합에서 탈퇴했다. 러시아는 조지아에 속한 압하지야 공화국과 남오세티야 공화국의 독립을 지원하고 있다.